# Preghiera (album)
Preghiera è il quarto album del gruppo pop italiano I Cugini di Campagna, pubblicato dalla Pull (numero di catalogo: QLP 111) il 16 gennaio 1975.
L'album si compone di 10 brani, composti interamente da due componenti del gruppo Ivano Michetti  e  Flavio Paulin. Il brano che intitola l'album è ispirato ad un toccante fatto di cronaca di quel periodo: il suicidio di un giovane incapace di sopravvivere alla morte prematura della sua fidanzata, morta di leucemia fulminante; venne duramente attaccato dalla critica e limitato il suo passaggio radiofonico, che per contro non gli impedì un discreto successo di pubblico e di vendite del 45 giri.

## Tracce
Lato A
1. Preghiera (Ivano Michetti-Flavio Paulin) (4.30)
2. Torna, torna, torna (Ivano Michetti-Flavio Paulin) (2.48)
3. Anna (Ivano Michetti-Flavio Paulin) (3.55)
4. UFO (Ivano Michetti-Flavio Paulin) (3.18)
5. Pelle di luna (Ivano Michetti-Flavio Paulin) (4.23)

Lato B
1. Tu, tu, tu (Ivano Michetti-Flavio Paulin) (4.27)
2. A.A...ragazza cercasi (Ivano Michetti-Flavio Paulin) (3.23)
3. Piccola, lady bambina (Ivano Michetti-Flavio Paulin) (4.07)
4. Scena d'amore (Ivano Michetti-Flavio Paulin) (3.34)
5. Sessantaquattro anni (Ivano Michetti-Flavio Paulin) (3.47)

## I singoli a 45 giri
- Pull - QSP 1010

Lato A: Sessantaquattro anni (Ivano Michetti-Flavio Paulin) (3.47) 

Lato B: Oh Biancaneve (Ivano Michetti-Flavio Paulin) (3.33) °
- Pull - QSP 1011

Lato A: Preghiera (Ivano Michetti-Flavio Paulin) (4.30) 

Lato B: A.A...ragazza cercasi (Ivano Michetti-Flavio Paulin) (3.23)
° : Proveniente dall'album precedente Un'altra donna del 1974

## Formazione
- Flavio Paulin - voce, basso
- Ivano Michetti - chitarra
- Silvano Michetti - percussioni
- Giorgio Brandi - tastiere